# Büro-, Näh-, Sprechmaschinen- und Fahrradmechaniker
Büro-, Näh-, Sprechmaschinen- und Fahrradmechaniker war von 1938 bis 1964 ein handwerklicher Ausbildungsberuf in Deutschland. Ab 1964 haben sich daraus die Berufsbilder Büromaschinenmechaniker (heute Informationselektroniker) sowie Nähmaschinen- und Zweiradmechaniker (heute Zweiradmechaniker) entwickelt. Die Lehrzeit betrug dreieinhalb Jahre.

## Berufsbild
Der Büro-, Näh-, Sprechmaschinen- und Fahrradmechaniker reparierte und wartete Schreibmaschinen, Rechenmaschinen, Kopiergeräte, Diktiergeräte, Buchungsmaschinen sowie Nähmaschinen und Fahrräder, aber auch Gartengeräte und Rollstühle. Er fertigte auch Ersatzteile.
Historisch gesehen ist der Beruf des Zweiradmechanikers eng mit der Nähmaschinentechnik verknüpft, da die Zweiradindustrie ursprünglich aus Nähmaschinenfabriken entstand, was sich beispielsweise in der heute noch geläufigen Bezeichnung „Fahrrad- und Nähmaschinenöl“ für das gemeinsam benutzte Schmiermittel niederschlägt.
Im Jahr 1964 erfuhr der Beruf des Büro-, Näh-, Sprechmaschinen- und Fahrradmechanikers die erste Aktualisierung und teilte sich in die Berufsbilder Büromaschinenmechaniker sowie Nähmaschinen- und Zweiradmechaniker. Auslöser für den Neuordnungsbedarf war insbesondere die Weiterentwicklung der Informationstechnologien und der damit einhergehende veränderte Qualifikationsbedarf. Mitte der 1950er-Jahre begann mit den ersten marktreifen Bipolartransistoren auf Siliziumbasis der Siegeszug der Halbleitertechnologie, der schrittweise zur Verdrängung der Elektronenröhre und der Elektromechanik führte. Mit der Halbleitertechnik nahm die Computerisierung in den 1960er-Jahren langsam Fahrt auf. Sie führte zu den ersten Mikroprozessoren und der Verbreitung von integrierten Schaltkreisen (IC) in den 1970er-Jahren, die fortan in immer mehr Geräten der Kommunikations-, Rundfunk- und Nachrichtentechnik zu finden waren.

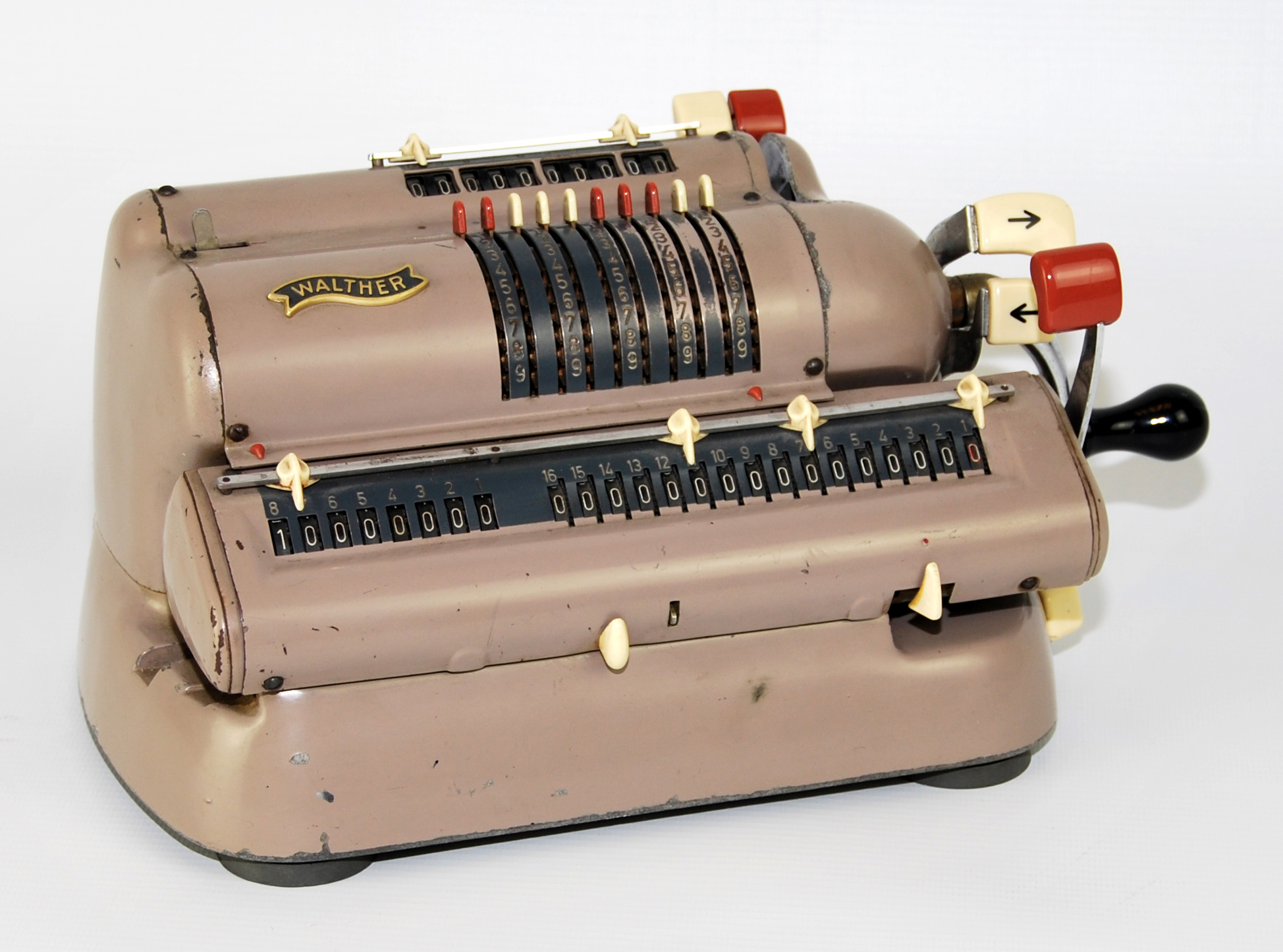
Rechenmaschine Walther WSR 160
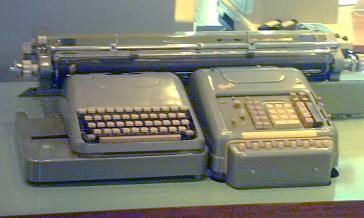
Eine Kienzle-Buchungsmaschine, Klasse 200
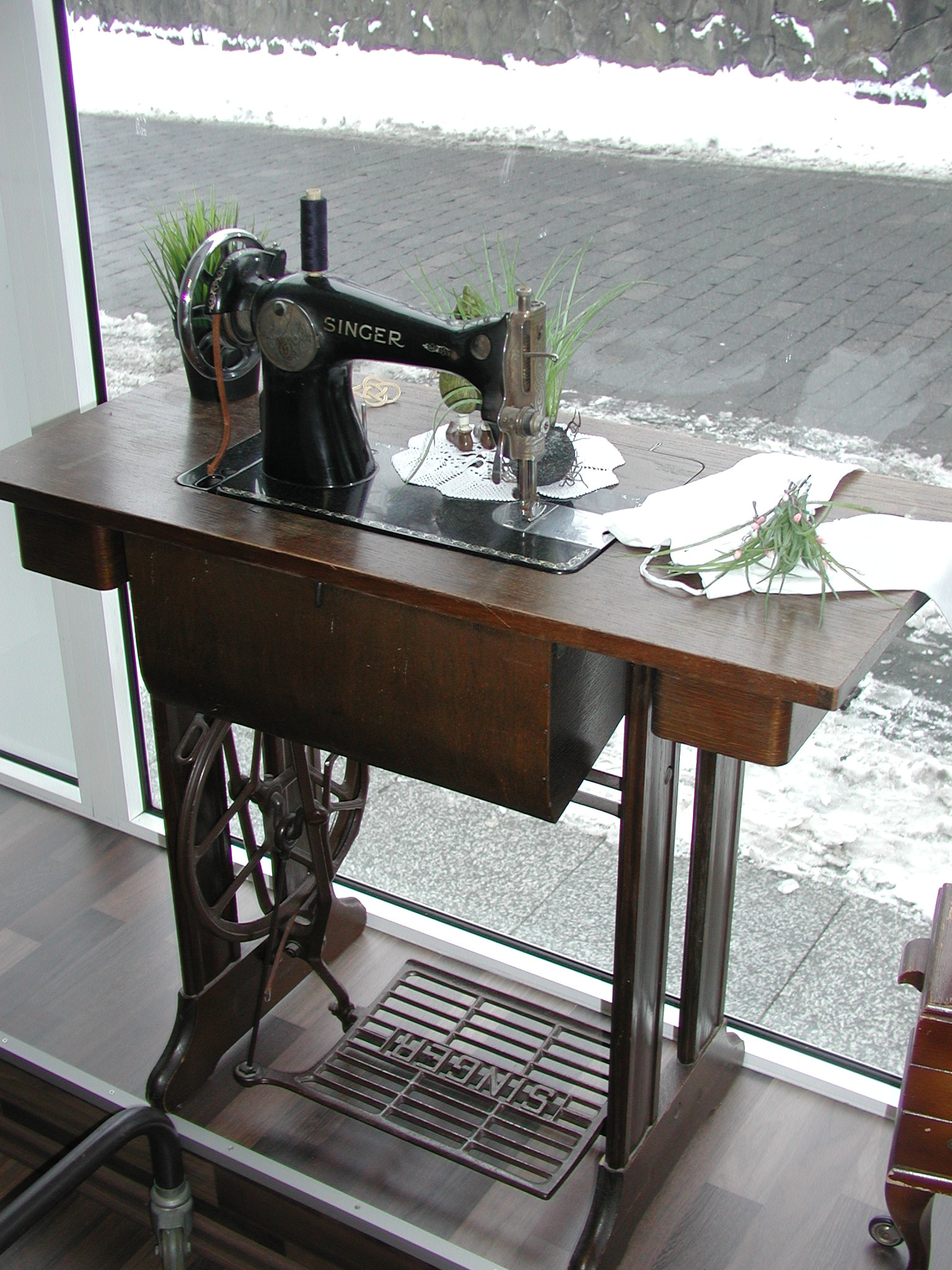
Nähmaschine mit Fußantrieb
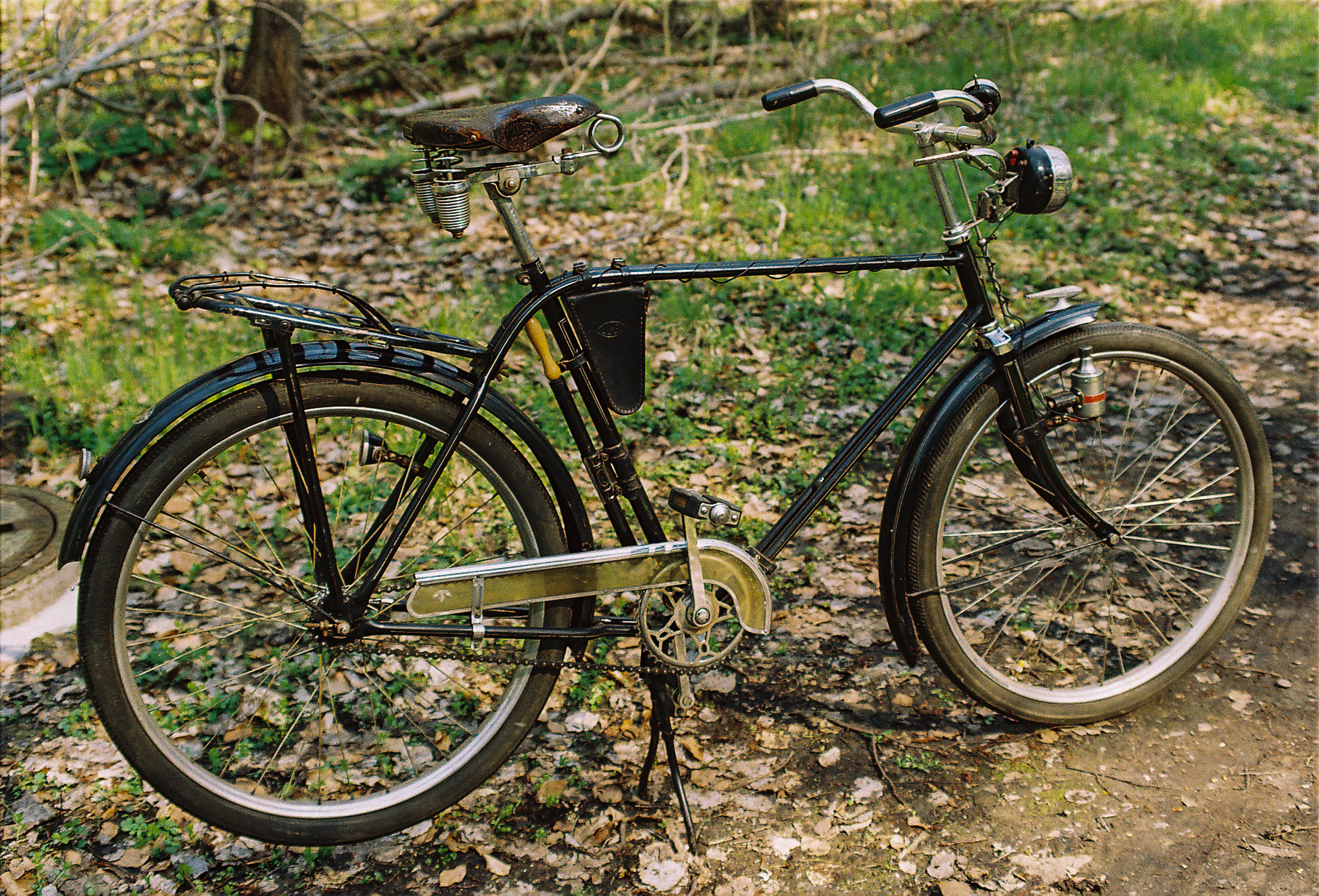
Opel-Fahrrad, 1935